# Дорожній гіпноз

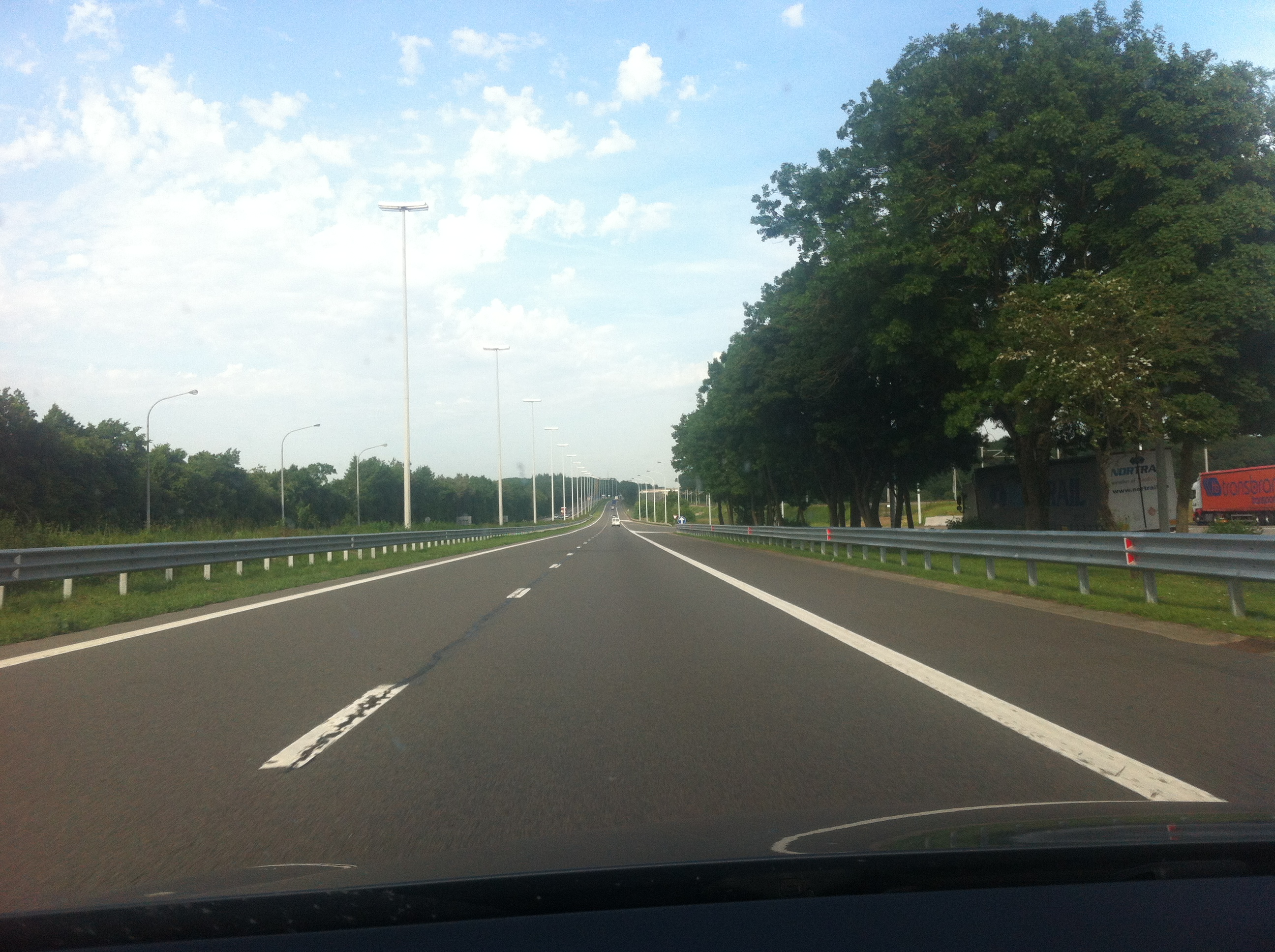

Дорожній гіпноз, також відомий як лихоманка білої смуги, — це змінений психічний стан, у якому людина може керувати автомобілем, вантажівкою чи іншим автомобілем на великі відстані, реагуючи на зовнішні події очікуваним, безпечним і правильним чином, але не пам'ятаючи про те, як свідомо вона це робила. У цьому стані свідомість водія, повністю зосереджена на чомусь іншому, але, здавалося б, все ще обробляє інформацію, необхідну для безпечного водіння. Дорожній гіпноз є проявом загального процесу автоматизму.
Концепція вперше була описана в статті 1921 року, де згадувалося про феномен «дорожнього гіпнотизму» — водіння в стані трансу, з поглядом на фіксовану точку. Дослідження 1929 року «Сон з відкритими очима» (англ. Sleeping with the Eyes Open, проведене Уолтером Майлзом (англ. Walter Miles), також торкалося цієї теми. Майлз припускав, що водії можуть засинати з відкритими очима і водночас продовжувати керувати автомобілем. Ідея про те, що цим явищем можна пояснити незрозумілі автомобільні аварії, стала популярною в 1950-х роках. Термін «дорожній гіпноз» був введений Дж. В. Вільямсом у 1963 році. Спираючись на теорії Ернеста Гілгарда (англ. Ernest Hilgard) (1986, 1992), що гіпноз є зміненим станом свідомості, деякі теоретики вважають, що свідомість може розвинути гіпнотичну дисоціацію . У випадку дорожнього гіпнозу один потік свідомості керує автомобілем, а інший займається іншими справами. У водія може розвинутися часткова або повна амнезія, пов'язана з часом, проведеним за кермом у стані дорожнього гіпнозу.